# Rače-Fram
Rače-Fram (Duits: Kranichsfeld-Frauheim) is een gemeente in Slovenië nabij Pohorje en telt 6516 inwoners (gemeentetelling 22.07.2004). De grootste plaatsen zijn Rače en Fram. Rače-Fram is een centrum van de pompoenpitolie die in geheel Stiermarken traditioneel wordt geproduceerd. Uit deze regio is de Stiermarkse oliepompoen (Cucurbita pepo var. styriaca) afkomstig, een pompoensoort waarvan de zaden niet door een harde schaal omgeven zijn.

## Plaatsen in de gemeente
Brezula, Fram, Ješenca, Kopivnik, Loka pri Framu, Morje, Planica, Podova, Požeg, Rače, Ranče, Spodnja Gorica, Zgornja Gorica
Benedikt · Cerkvenjak · Cirkulane · Destrnik · Dornava · Duplek · Gorišnica · Hajdina · Hoče-Slivnica · Juršinci · Kidričevo · Kungota · Lenart · Lovrenc na Pohorju · Majšperk · Makole · Maribor · Markovci · Miklavž na Dravskem polju · Oplotnica · Ormož · Pesnica · Podlehnik · Poljčane · Ptuj · Rače-Fram · Ruše · Selnica ob Dravi · Slovenska Bistrica · Središče ob Dravi · Starše · Sveta Ana · Sveta Trojica v Slovenskih goricah · Sveti Andraž v Slovenskih goricah · Sveti Jurij · Sveti Tomaž · Šentilj · Trnovska vas · Videm · Zavrč · Žetale
1. ↑  "Prebivalstvo po starosti in spolu, občine, Slovenija, polletno". Statistični urad Republike Slovenije. Geraadpleegd op 18 april 2021.